# Ertuğrul Oğuz Fırat
Ertugrul Oguz Fırat (født 1. februar 1923 i Malatya, død 16. oktober 2014 i Ankara, Tyrkiet) var en tyrkisk komponist, maler, digter og højesteretsdommer.
Firat blev uddannet som jurist på Universitetet i Istanbul i 1948, og havde en karriere som højesteretsdommer til sin pension i 1979. Han komponerede musik og skrev digte fra 1940 og begyndte at male billeder fra 1960 professionelt sideløbende med sit faste erhverv. Firat har skrevet tre symfonier, orkesterværker, scenemusik, kammermusik, koncertmusik, korværker, vokalmusik, og klaverstykker.

## Udvalgte værker
- Symfoni nr. 1 (1955-1978) - for sopran, tenor, blandet kor og orkester
- Symfoni nr. 2 (1970-1978) - for (A Capella kor)
- Symfoni nr. 3 (1970-1981) - for fortæller, solister, blandet kor og orkester
- Koncert (1960) - for orkester
- Klaverkoncert nr. 1 "til minde om Atatürk" (1969-1972) - for klaver og orkester
- Trompetkoncert (1980) - for trompet og orkester